# Attentat de Maidan Shar
L'attentat de Maidan Shar a lieu le 21 janvier 2019 pendant la guerre d'Afghanistan.

## Déroulement
Le 21 janvier 2019, un Humvee chargé d'explosifs détone à l'entrée du centre de formation des services de renseignement à Maidan Shar, le chef-lieu de la province de Wardak. Deux ou trois hommes entrent ensuite dans le camp,,. Des tirs sont alors échangés entre les soldats afghans et les assaillants, qui sont rapidement abattus. Mais la majorité des décès survient lorsqu'un bâtiment s'effondre en partie à cause de l'explosion. 

## Revendication
Les Taliban revendiquent rapidement l'attentat, par le biais de leur porte-parole Zabihullah Mujahid.  

## Bilan humain
Le bilan n'est pas connu avec exactitude, les autorités afghanes étant réticentes à communiquer sur leurs pertes. Le premier bilan donné par le gouvernement est de 12 morts et 28 blessés. Le soir du 22 janvier, les services de renseignement afghans annoncent un bilan officiel de 36 morts et 58 blessés.
Cependant  plusieurs autres sources donnent des bilans bien plus élevés. Certains médias afghans font état de plus de 100 morts. Le 21 janvier, l'agence Reuters indique que d'après un haut responsable du ministère de l'Intérieur, l'attaque a fait 126 morts, dont huit membres des forces spéciales, et que selon un représentant des autorités provinciales le bilan dépasse les 100 morts,. 
Le 22 janvier, Mohammad Sardar Bakhyari, adjoint du chef du conseil provincial de Wardak, déclare à l'AFP que 65 corps ont été sortis des décombres. Une source sécuritaire de haut rang déclare également à l'AFP que l'attaque avait fait au moins 70 morts.